# Věta o obvodovém a středovém úhlu
Věta o obvodovém a středovém úhlu je matematická věta popisující vztah mezi obvodovým a středovým úhlem příslušných jednomu oblouku kružnice.

## Znění

Obvodové úhly θ (modře a zeleně) přísluší stejnému oblouku (purpurově). Středový úhel 2θ (červeně) přisluší témuž oblouku, a proto je dvakrát větší.

Velikost středového úhlu je rovna dvojnásobku velikosti obvodového úhlu příslušného témuž oblouku.

## Důkaz
Pro důkaz věty o obvodovém a středovém úhlu se popisují tři případy polohy ostrého obvodového úhlu vůči středu kružnice:

### 1. Střed kružnice ležící na rameni obvodového úhlu
Bod O (střed kružnice k) leží na jednom rameni ostrého obvodového úhlu AVB. Body A, V a B leží na kružnici k, přičemž bod V je vrcholem daného obvodového úhlu a body A a B prochází ramena tohoto úhlu. Trojúhelník VAO je rovnoramenný, protože délky úseček OV a OA (poloměry kružnice) jsou shodné. Z toho vyplývá, že úhly AVO a VAO jsou velikostně také shodné. K velikosti úhlu VOA lze dojít dvěma způsoby:
a) dopočtením vnitřního úhlu trojúhelníku VAO pomocí velikosti obvodového úhlu ψ:
{\displaystyle 180^{\circ }-2\psi }
b) odečtením úhlu θ od přímého úhlu VOB, kdy θ je středový úhel příslušný menšímu oblouku AB:
{\displaystyle 180^{\circ }-\theta }
Z čehož vyplývá:
{\displaystyle 180^{\circ }-2\psi =180^{\circ }-\theta }
{\displaystyle \theta =2\psi }.

### 2. Střed kružnice ležící uvnitř obvodového úhlu
Jestliže je bod O vnitřním bodem obvodového úhlu CVD, pak polopřímka VO protíná menší oblouk CD v bodě E a dělí jej na dva oblouky CE a DE. Oblouku DE přísluší obvodový úhel DVE a středový úhel DOE. Podle prvního důkazu je velikost úhlu DOE dvojnásbná velikosti úhlu DVE. Stejně tak lze první důkaz aplikovat pro úhly CVE a COE. Výslednými vztahy jsou rovnice:
{\displaystyle \theta _{1}=2\psi _{1}}
a
{\displaystyle \theta _{2}=2\psi _{2}},
kde ψ1 a ψ2 jsou obvodové úhly a θ1 a θ2 jsou úhly středové.
Sečtením obou rovnic vznikne:
{\displaystyle \theta _{1}+\theta _{2}=2\psi _{1}+2\psi _{2}}
{\displaystyle \theta _{1}+\theta _{2}=2\left(\psi _{1}+\psi _{2}\right)}
Součet obvodových úhlů ψ1 a ψ2 je roven ψ0 a součet středových úhlů θ1 a θ2 je roven θ0,
z čehož plyne:
{\displaystyle \theta _{0}=2\psi _{0}}.

### 3. Střed kružnice ležící vně obvodového úhlu
Jestliže bod O nenáleží obvodovému úhlu DVC, pak polopřímka VO protíná kružnici k v bodě E. K menšímu oblouku ED přísluší obvodový úhel EVD a středový úhel EOD; přitom bod O leží na jednom rameni obvodového úhlu. Podle prvního důkazu je středový úhel EOD opět dvakrát větší než obvodový úhel EVD. Stejně tak je i velikost úhlu EOC dvakrát větší než EVC. Výslednými vztahy jsou rovnice:
{\displaystyle \theta _{1}=2\psi _{1}}
a
{\displaystyle \theta _{2}=2\psi _{2}},
kde ψ1 a ψ2 jsou obvodové úhly a θ1 a θ2 jsou úhly středové.
Odečtením těchto rovnic vychází:
{\displaystyle \theta _{2}-\theta _{1}=2\psi _{2}-2\psi _{1}}
{\displaystyle \theta _{2}-\theta _{1}=2\left(\psi _{2}-\psi _{1}\right)}
Rozdíl obvodových úhlů ψ2 a ψ1 je roven ψ0 a rozdíl středových úhlů θ2 a θ1 je roven θ0, z čehož vyplývá:
{\displaystyle \theta _{0}=2\psi _{0}}.

### Větší oblouk a půlkružnice
Pro větší oblouk a půlkružnici je důkaz jednodušší, nastane totiž pouze případ 2.

## Důsledky věty

Velikost obvodových úhlů pro daný oblouk AB se nemění.

Z věty o obvodovém a středovém úhlu vyplývají tyto důsledky:
- Všechny obvodové úhly příslušné k danému oblouku jsou shodné
- Obvodový úhel příslušný k menšímu oblouku je ostrý
- Obvodový úhel příslušný k většímu oblouku je tupý
- Obvodový úhel příslušný k půlkružnici je pravý - tato věta byla dokázána již Thalétem z Milétu, a je po něm také pojmenována Thaletova věta
- Součet obvodových úhlů příslušných k oběma obloukům AB (menšímu a většímu) je úhel přímý